# Rio Barasău
O Rio Barasău é um rio da Romênia afluente do Rio Bistricioara, localizado no distrito de Harghita.